# Завязка (село)
Завязка — село в Лезгиненском районе Волгоградской области России, административный центр Завязенского сельского поселения.
Население — 1073 (2010)

## История
Основано как хутор Завязинский. Хутор Завязинский относился к юрту станицы Преображенской Хопёрского округа Земли Войска Донского (с 1870 — Область Войска Донского). В 1859 года на хуторе проживали 515 мужчины и 501 женщин, имелся православный молитвенный дом. Согласно переписи населения 1897 года на хуторе проживали 957 мужчин и 986 женщин, из них грамотных: мужчин — 383 (40 %), грамотных женщин — 19 (1,9 %).
Согласно алфавитному списку населённых мест Области Войска Донского 1915 года земельный надел был общим со станицей, на хуторе проживало 1049 мужчин и 1103 женщины, имелись хуторское правление, Вознесенская церковь, церковно-приходская школа, приходское училище, паровая мельница.
С 1928 году село — в составе Преображенского района (в 1936 году переименован в Киквидзенский район) Хопёрского округа (упразднён в 1930 году) Нижне-Волжского края (с 1934 года — Сталинградский край, с 1936 года — Сталинградская область, с 1961 года — Волгоградская область).

## География
Село находится в пределах Хопёрско-Бузулукской равнины, являющейся южным окончанием Окско-Донской низменности, на реке Завязке (правый приток реки Бузулук), на высоте около 100 метров над уровнем моря. Большая часть села расположена на правом берегу реки. Почвы — чернозёмы обыкновенные.
По автомобильным дорогам расстояние до областного центра города Волгоград составляет 300 км, до районного центра станицы Преображенской — 8,9 км.
Климат
Климат умеренный континентальный (согласно классификации климатов Кёппена — Dfb). Многолетняя норма осадков — 461 мм. В течение города количество выпадающих атмосферных осадков распределяется относительно равномерно: наибольшее количество осадков выпадает в июне — 53 мм, наименьшее в феврале и марте — по 25 мм. Среднегодовая температура положительная и составляет + 6,6 °С, средняя температура самого холодного месяца января −9,5 °С, самого жаркого месяца июля +21,7 °С.
Часовой пояс
Завязка, как и вся Волгоградская область, находится в часовой зоне МСК (московское время). Смещение применяемого времени относительно UTC составляет +3:00.

## Население
Динамика численности населения по годам:
| 1859 | 1873 | 1897 | 1915 | 1987  |
| ---- | ---- | ---- | ---- | ----- |
| 1016 | 1489 | 1943 | 2152 | ≈1100 |

| 2010 |
| ---- |
| 1073 |

## Достопримечательности
В 1803 году стараниями помещика полковника Андрея Федоровича Мелентьева на хуторе была построена деревянная с такою же колокольнею Вознесенская церковь, однопрестольная, которая по выселении крестьян осталась на хуторе, заселенного уже казаками. Вследствие её ветхости, в 1873 году церковь была вновь перестроена, а в 1887 году в ночь с 5 на 6 сентября она по неизвестной причине сгорела до основания. В следующем году жители хутора построили на свои средства на старом фундаменте новую деревянную пятиглавую церковь. Священником церкви с 1839 года был Добромиров Василий Савинович. Храм в советское время был закрыт и разобран.